# William Klein
Pour les articles homonymes, voir Klein.
William Klein, né le 19 avril 1926 à Manhattan (New York) et mort le 10 septembre 2022 à Paris, est un photographe, peintre, plasticien, graphiste et réalisateur américano-français.
Artiste pluridisciplinaire, il a notamment révolutionné certains domaines de la photographie comme la photographie de mode et la photographie de rue.
Ses ouvrages sur les grandes capitales mondiales New York, Rome, Moscou, Tokyo, Paris, ont concouru à faire de lui l’un des photographes les plus illustres et influents de sa génération.
Comme réalisateur, il est l'auteur de films documentaires, publicitaires, et de fictions.

## Biographie
Fils d'immigrés juifs hongrois, William Klein naît à Manhattan le 19 avril 1926. Après des études de sociologie au prestigieux City College of New York où il avait été admis à l’âge de 14 ans, il effectue, de 1946 à 1948, deux ans de service militaire dans l’armée américaine, comme opérateur radio à cheval dans la 2e division blindée en Allemagne et en manœuvres dans le cadre de l'OTAN dans l’est de la France.
En 1947, il se rend pour la première fois à Paris, puis, dans le cadre de la loi G.I. Bill d’aide aux vétérans, reprend des études de sociologie à la Sorbonne, en plein Quartier latin, en 1948. Il se joint à un groupe d’Américains et de Français démobilisés comme lui dont le peintre Ellsworth Kelly. La même année, il tombe amoureux de Jeanne Florin, qu’il épouse et avec laquelle il partage sa vie et travaille jusqu’à sa disparition en 2005. Ils ont un fils, Pierre.

### Peintre et graphiste
William Klein fréquente quelque temps l’atelier d’André Lhote puis entre dans celui de l’artiste Fernand Léger, « peintre fantastique, anti-coups de pinceau, qui n’a rien à faire des modes, des galeries et des collectionneurs ».
Au début des années 1950, William Klein s’intéresse à la sculpture et à l’art cinétique ; il se rend à Milan et collabore avec l’architecte italien Angelo Mangiarotti à la création de peintures murales géométriques de style Hard edge. À la même époque, il s’essaie à diverses expérimentations photographiques et créations abstraites (dessins lumineux, solarisations, photogrammes...) qui seront pour certaines publiées en couverture de la revue italienne Domus (1952-61) ou utilisées pour des pochettes de disques vinyles.
Il s’essaie aussi à la conception de maquettes de livres et réalise par exemple les illustrations d’une version rare du Moby-Dick d'Herman Melville (1955).

### Photographie de mode
En 1954, William Klein, peintre abstrait, expose au Salon des réalités nouvelles. Alexander Liberman, directeur artistique de l’édition américaine de Vogue, de passage à Paris pour la Fashion Week, visite l’exposition, remarque son travail, le rencontre et lui propose un contrat et des moyens financiers pour poursuivre son travail à Paris et à New York.
Aux côtés de Helmut Newton, Irving Penn, Richard Avedon ou Henry Clarke, il devient l’un des photographes attitrés du magazine de mode, pour l’édition française duquel il réalise des photographies originales et innovantes et s’impose comme un véritable metteur en scène. Il compose au grand angle et au téléobjectif, s’inspire de ses expériences picturales passées et initie des performances de poses loin des studios, en faisant descendre les mannequins dans la rue.

### New York
Dans sa ville natale, William Klein effectue ce qu’il appelle un « journal photographique », refusé par les éditeurs américains, furieux de voir New York montré comme "un taudis". Il parvient à publier en 1956 aux Éditions du Seuil, grâce au soutien de Liberman, et de son ami Chris Marker, alors responsable de la collection Petite Planète aux Éditions du Seuil.
Ce premier livre « coup de poing » titré Life Is Good and Good For You in New York: Trance Witness Revels devient incontournable, contrastant radicalement avec l’ancienne école. Grâce à sa vision novatrice, Klein obtient en France le prix Nadar en 1957, mais son style provocateur, brutal et accidenté le rend relativement impopulaire aux États-Unis.
Appliquant à la lettre le précepte de Robert Capa « Si tes photos ne sont pas bonnes, c'est parce que tu n’es pas assez près », Klein joue avec les cadrages, manie le flou, force le grain, valorise le bougé et favorise les contrastes extrêmes. La rue, les enfants, l’interaction avec les foules, les panneaux publicitaires, les néons lumineux, l’émulation… et sa perception graphique des paysages urbains, font sa signature.
Cette véritable révolution photographique est rapidement systématisée par les séries qu’il entreprend sur les autres grandes capitales du monde, toutes publiées : Rome en 1959, Moscou et Tokyo en 1964 et, beaucoup plus tard, Paris, en 2002.

### Films
Grâce à Life Is Good and Good For You in New York, Federico Fellini  lui propose d’être assistant sur Les Nuits de Cabiria.
En 1958, William Klein tourne Broadway by Light, premier court-métrage pop et pure expérience visuelle et sonore.
Au milieu des années 1960, il abandonne momentanément la photographie pour le cinéma, se rapproche d’Alain Resnais et de Chris Marker (pour qui il enregistrera la voix anglaise du film La Jetée). Si son film Qui êtes-vous, Polly Maggoo ?, sorti en 1966, n’a pas un retentissement immédiat, il devient cependant une œuvre culte, dans laquelle l’artiste présente une satire moderne et délirante du milieu de la mode, des médias et de la télévision. Suivent de nombreux documentaires et longs métrages de fiction parmi lesquels Mister Freedom (1968), Grands Soirs et Petits Matins (1968), Muhammad Ali The Greatest (1964-74), Le Couple Témoin (1977), The Little Richard Story (1980), The French (1981) et Le Messie (1999). Sa carrière de cinéaste est marquée par l’engagement, notamment auprès de la cause noire dont il soutient les luttes, avec le documentaire Festival Panafricain d’Alger 1969, mais aussi à travers les personnages de Muhammad Ali, Little Richard ou Eldridge Cleaver.
En 1989, William Klein est à l’origine de l’idée de la série Contacts (Arte), succession d’émissions de treize minutes où les photographes sont invités à parler de leurs travaux par le prisme de leurs planches-contacts.
William Klein a également réalisé plus de 250 films publicitaires.

### Contacts peints
Puisant dans ce même concept, William Klein pousse l’expérimentation jusqu'à produire, dès la fin des années 1980, ce qu’il appelle des contacts peints, synthèse remarquable entre ses travaux de photographie, de peinture et de cinéaste. Ainsi, il se réfère à ses propres techniques de sélection d’images et décide d'explorer la dimension créative de ses interventions en agrandissant des extraits de ses planches-contacts (pellicule photo ou film) pour venir peindre directement sur l'image. En résulte un langage plastique propre, qui met en lumière sa méthode de travail et la dimension tout à la fois protéiforme et résolument graphique de son œuvre.

### Publications
Dans ces mêmes années, William Klein renoue avec la photographie, exposant dans le monde entier et publiant une dizaine de livres pour lesquels il continue de soigner graphisme, mise en page et impression : Close Up (1989), Mode In & Out (1994), une réédition de New York (1995), puis celle de Rome, retitrée Rome+Klein (2009). Pour ces deux derniers livres, l’artiste fait refaire les tirages et repense entièrement la mise en page. Tokyo est également réédité en 2013, dans sa forme quasi initiale.
Grâce à l’édition, William Klein rend accessible certains autres de ses travaux artistiques. Alors que l'ouvrage Films (1998) explore son répertoire cinématographique, Contacts (2008) est un recueil de ses contacts peints, et Paintings, etc. (2012) montre pour la première fois certaines de ses photographies abstraites et ses peintures de jeunesse. Black and Light (2015) est une publication inédite des travaux expérimentaux entrepris dans les années 1950. Klein considère la forme imprimée comme l’aboutissement final du travail photographique et conçoit lui-même les maquettes de ses livres, afin de créer à chaque fois un « nouvel objet visuel ». Il s’affranchit des lignes éditoriales classiques et préfère traiter ses images sans légende et sans marge, séquencées en pleine plage et double-page, modernisant ainsi la lecture et poussant le lecteur à explorer son univers visuel comme s’il regardait un film.
Il est représenté en France par les Galeries Polka (Paris) et Le Réverbère (Lyon) ; à New-York par Howard Greenberg Gallery ; à Londres par HackelBury Fine Art Photography Gallery.
Ses œuvres ont intégré les collections des musées nationaux les plus prestigieux, tels le Centre Pompidou à Paris, le Museum of Modern Art de New-York, le San Francisco MoMA, ou encore le Rijksmuseum d’Amsterdam.

### Prix de Photographie de l'Académie des beaux-arts - William Klein
Sous l'égide de William Klein et en hommage à son œuvre, l’Académie des beaux-arts a créé en 2019 le « Prix de Photographie de l’Académie des beaux-arts - William Klein », avec le soutien du Chengdu Contemporary Image Museum. Ce prix de 120 000 € récompense un photographe de toute nationalité et de tout âge pour l’ensemble de sa carrière et de son engagement en faveur de la photographie. Il a été décerné en 2019 au photographe Raghu Rai et en 2021 à Annie Leibovitz.

### Mort
William Klein meurt « paisiblement » à Paris, où il vivait depuis 1947, le 10 septembre 2022 à l’âge de 96 ans,.
Il est inhumé le 20 septembre au cimetière du Montparnasse (division 2) dans la même ville. Sa tombe est, à ce jour, anonyme.

## Expositions
William Klein a fait l’objet de nombreuses expositions d’envergure à travers le monde entier, notamment aux Rencontres internationales de la photographie à Arles (1978, 1982 et 2016), au Museum of Modern Art MoMA, à New York (1980-81), au centre Pompidou à Paris (1983 et 2005), au Musée de l'Élysée à Lausanne (1988), à l’International Center of Photography (ICP) à New York (1994), à la Maison européenne de la photographie à Paris (2005), à la Tate Modern de Londres — avec Daidō Moriyama — (2011) et au Fotografiemuseum Amsterdam (Foam) à Amsterdam (2013). Ci-dessous, une liste partielle (à compléter) de ses principales expositions :

### Expositions personnelles
Liste non exhaustive :
- 1951 : Galerie Dietrich-Lou Cozyns, Bruxelles ; Piccolo Teatro, Milan
- 1952 : Galerie del Milione, Milan
- 1953 : Galerie Apollo, Bruxelles
- 1978, 1982 et 2016 : Rencontres internationales de la photographie, Arles
- 1983 : Centre Pompidou, Paris
- 1986 : Le Commun des Mortels, Centre National de la Photographie, Paris ; Victoria & Albert Musuem, Londres
- 1987 : Museum of Photographic Arts, San Diego
- 1988 : Musée de l'Élysée, Lausanne
- 1989 : Walker Art Center, Minneapolis ; Photographer’s Gallery, Londres
- 1991-1992 : William Klein, Galerie le Réverbère, Lyon, du 4 décembre 1991 au 29 février 1992.
- 1993 : Fondation Cartier, Paris
- 1994 : International Center of Photography (ICP), New York
- 1995 : Museum of Modern Art, San Francisco
- 1996 : Klein and Marker, Walker Art Center, Minneapolis
- 1997 : William Klein, Tokyo 1961-1987, Galerie Le Réverbère, Lyon, du 13 septembre au 22 novembre.
- 2002 : Maison Européenne de la Photographie, Paris
- 2005-2006 : William Klein, Centre Pompidou, Paris, du 10 décembre 2005 au 19 février 2006.
- 2010 : New York, Rome, Moscou, Tokyo, Visa pour l’Image, Perpignan[13]
- 2011-2012 : Rome + Klein, MEP, Paris, du 5 octobre 2011 au 8 janvier 2012.
- 2011-2012 : William Klein + 10 collectionneurs, Galerie Le Réverbère, Lyon, du 10 septembre 2011 au 7 janvier 2012.
- 2012 : William Klein + Daidō Moriyama[14],[15], du 10 octobre 2012 au 20 janvier 2013, Tate Modern, Londres
- 2013 : William Klein, Foam, Amsterdam
- 2013 : William Klein, Festival Photofolies, Rodez
- 2016 : William Klein, Figure(s) du siècle, Abbatiale Saint-Ouen, Rouen
- 2016-2017 : « 5 villes », du 15 décembre 2016 au 5 février 2017, Le Botanique, Bruxelles
- 2017 : Bises de Nice, Moscou et Tokyo, du 16 juin - 2 octobre 2017, au Musée de la Photographie Charles Nègre, à Nice
- 2017 : Photographisme. Klein, Ifert, Zamecznik, Centre Pompidou, Paris
- 2017 : William Klein, Photographs & Films, C/O Berlin, du 29 avril au 7 juillet.
- 2018 : New Planet Photo City, 21_21, Tokyo
- 2019 : William Klein Manifiesto, Telefonica Fundación, Madrid, du 7 juin au 22 septembre.
- 2020 : William Klein Manifesto, la Pedrera, Barcelone, du 7 juillet au 1er novembre.
- 2021-2022 : Fashion + Klein, Galerie Polka, Paris, du 12 novembre 2021 au 15 janvier 2022.
- 2022 : William Klein + L’Atelier, Galerie Le Réverbère, Lyon, du 12 mars au 30 juillet[16].

### Expositions collectives
Liste non exhaustive
- 1963 : Thirty Photographers of the Century, Photokina, Cologne
- 1980 : Photography of the Fifties: An American Perspective, ICP, New York ; Museum of Modern Art, New York
- 2017 : 29 ARTS IN PROGRESS gallery avec Photo Vogue Festival (8 Novembre 2017 – 14 Avril 2018) avec Gian Paolo Barbieri, Lucien Clergue, Greg Gorman, Amedeo M. Turello.
- 2020 : The New-York school show – Les photographes de l’École de New York 1935-1965, Pavillon populaire, Montpellier

## Distinctions

### Récompenses
- 1957 : Prix Nadar[17]
- 1966 : Prix Jean-Vigo pour «  Qui êtes-vous Polly Magoo ? »[18]
- 1988 : Prix culturel de la Société allemande de photographie[19]
- 1988 : Bourse Guggenheim[20]
- 1990 : Prix international de la Fondation Hasselblad[17]
- 1999 : Médaille du centenaire et membre d’honneur de la Royal Photographic Society[21]
- 2005 : Lucie Award pour l'œuvre d'une vie, New York[22]
- 2011 : St. Moritz Art Masters[23]
- 2012 : Sony World Photography award[24]

### Décoration
- 1991 :  Commandeur de l'ordre des Arts et des Lettres[25]

### Autre distinction
- 2010 : docteur honoris causa de l'université de Liège[26]

## Photographies célèbres
- Vertical Diamonds, Paris 1952
- Gun 1, Amsterdam avenue, New York, 1954
- 4 têtes, New York 1954
- Dance in Brooklyn, New York 1954
- Candy Store, Amsterdam Avenue, New York 1954
- Atom Bomb Sky, New York 1955
- Cowhey Marine, New York 1955
- Selwyn, New York 1955
- Cavale + Pepsi, Harlem, New York 1955
- Gardien de Cinecittà, Rome 1956
- Sainte famille à moto, Rome 1956
- Smoke+Veil, Paris 1958 (Vogue)
- Anne St. Marie + cruiser, New York 1958 (Vogue)
- Bikini, Moscou 1959
- Gare de Kiev, Moscou 1959
- Nina + Simone, Piazza di Spagna, Rome 1960 (Vogue)
- Cineposter, Tokyo 1961
- Dance Happening, Tokyo 1961
- Boxer Painter, Shinohara, Tokyo 1961
- 1er mai, rue Gorki, Mocou 1961
- Antonia + Simone, Babershop, New-York 1962 (Vogue)
- Backstage « Qui êtes-vous Polly Maggoo ? », 1966
- Le Petit Magot, 11 novembre, Paris 1968
- Muhammad Ali, Kinshasa, République Démocratique du Congo, 1974
- Terrasse de café, Paris 1980
- Serge Gainsbourg (Love on the Beat), Paris 1984
- Club Allegro Fortissimo, Paris 1990

## Filmographie
Sauf indication contraire, les informations mentionnées dans cette section peuvent être confirmées par les bases de données cinématographiques  présentes dans la section « Liens externes ».
- Broadway by Light, 1958 : 35 mm, 14 min, production William Klein et Argos Films
- Télévision : 5 films pour Cinq colonnes à la une, 1962, production ORTF : 16 mm, 15 min : Le Business et la mode, La Gare de Lyon, Les Troubles de la circulation, Inondation catalane, Les Français et la politique
- Aux grands magasins avec Simone Signoret, 1963 : 16 mm, 90 min, pilote pour la série Les Femmes aussi
- Cassius, le Grand, 1964-65 : 35 mm, 120 min, production Delpire, avec Muhammad Ali (Grand Prix festival de Tours)
- Qui êtes-vous, Polly Maggoo ?, 1966 : 35 mm, 105 min, production Delpire, distribution Films Paris New York, avec Dorothy McGowan, Jean Rochefort, Sami Frey, Philippe Noiret, Grayson Hall, Alice Sapritch. Musique de Michel Legrand (Prix Jean Vigo)
- Loin du Viêt Nam, 1967 : 35 mm, 120 min, film collectif (Jean-Luc Godard, Chris Marker, Claude Lelouch, Joris Ivens…), production Sofracima
- Mister Freedom, 1967-68 : 35 mm, 105 min, avec Delphine Seyrig, John Abbey, Donald Pleasence, Philippe Noiret, Sami Frey, Serge Gainsbourg, Yves Montand… Musique de Serge Gainsbourg.
- Grands soirs & petits matins : mai 1968 comme si vous y étiez, 1968-78 : 16 mm, 105 min, production Films Paris New York.
- Festival panafricain d'Alger 1969, 1969 : 35 mm, 120 min, production ONCIC, Alger.
- Eldridge Cleaver, Black Panther, 1970 : 35mm, 75 min, production ONCIC, Alger.
- Le Grand Café, 1972 : 16 mm, 60 min pour la télévision Les Cinéastes Témoins de Leurs Temps, production Parc Films.
- Muhammad Ali, the Greatest, 1974 : 35 mm, 120 min (ou 117 selon les sources), production Films Paris New York, avec Mohamed Ali, George Foreman (sortie : le 9 avril 1975).
- L'Anniversaire de Charlotte, 1974 : Super 8, 30 min Avec Charlotte Lévy-Markovitch et Roland Topor.
- Le Couple témoin, 1975-76 : 35 mm, 100 min, production Films Paris New York, avec André Dussollier et Anémone.
- Hollywood, California : A Loser's Opera, 1977 : 16 mm, 60 min, production OKO Munich.
- Music City, USA : 16 mm, 85 min, production OKO Munich.
- The Little Richard Story, 1980 : 16 mm, 90 min, production OKO Munich.
- The French (Roland-Garros 1981), 1981: 16 mm, 135 min, avec le soutien de la Fédération Française de Tennis, distribution Films Paris New York.
- Contacts, 1983 : 20 émissions télévisées : 35 mm, 15 min, production Centre national de la photographie et Arte-Sept.
- Slow Motion, 1984 : 35 mm, 30 min, production musée de la Villette.
- Mode in France, 1984 : 35 mm, 90 min, production Kuiv, TF1 et Ministère de la Culture[27].
- Babilée '91, 1991 : 16 mm, 60 min, production Lieurac.
- In and Out of Fashion, 1994 : montage de clips issus de films, photographies et peintures de William Klein : 35 mm, 85 min, production Films Paris New York, avec Grace Jones, Yves Saint Laurent, Jean-Paul Gaultier, Azzedine Alaïa, agnès b., Claude Montana, Tcheky Karyo.
- Le Messie, 1999 : 35 mm, 120 min, production Michel Rotman et Kuiv Productions. Oratorio de Georg Friedrich Haendel conduit par Marc Minkowski et les chœurs et musiciens du Louvre/Grenoble.

## Publications
- Life Is Good And Good For You in New York. William Klein Trance Witness Revels, Vista Books, Londres, 1956.
- New York, éditions du Seuil, 1956.
- Rome, éditions du Seuil,1958.
- Moscou, Zokeisha Publications, Tokyo ; Silvana, Milan ; Crown Publishers, New York, 1964
- Tokyo, Zokeisha Publications, Tokyo ; Silvana, Milan ; Éditions Delpire, Paris ; Crown Publishers, New York, 1964
- Mister Freedom, scénario du film, éditions Éric Losfeld, Paris, 1970
- New York 54-55, portfolio, J. M. Bustamante et Bernard Saint-Genes, Paris, 1978 (50 exemplaires)
- Photographs, etc., Aperture, New York, 1981
- I Grandi Fotographi, éditions Fabbri, Milan, ; éditions Filipacchi, Paris, 1982
- William Klein, Centre Georges-Pompidou, éditions Herscher, Paris, 1983
- William Klein, coll. « Photo Poche », Centre National de la Photographie, Paris, 1985
- William Klein, monographie, Pacific Press Service, Tokyo, 1987
- The Films of William Klein, Walker Art Center, Minneapolis, 1988
- Close Up, Thames & Hudson, Londres, Paris et New York, 198
- Torino 90, Federico Motta, Milan ; Torino Fotographia, Turin, 1990
- Films et Photographies de William Klein, Pacific Press Service, Tokyo, 1991
- In & out Fashion, Jonathan Cape, Londres ; Random House, New York ; éditions du Seuil, Paris ; Braus, Heildelberg, 1994
- Citizen Sidel, portfolio, éditions Coramundel, 1994
- New York 1954-1955, Marval, Paris ; Dewi Lewis, Manchester ; DAP, New York ; Braus, Heidelberg ; Peliti, Rome ; Lunwerg, Madrid, 1995
- Portfolio, éditions Stern, Hambourg, 1997
- Films, Marval, Paris ; Powerhouse, New York, 1998
- William Klein, t. 12, Reporters sans frontières (RSF) / édition illustrée, coll. « 100 photos pour la liberté de la presse », 2001 (ISBN 978-2908830651)
- Paris + Klein, Marval, Paris ; Contrasto, Rome, 2002
- MMV Romani, Fendi-Contrasto, Rome, 2005
- William Klein Rétrospective, Marval/Centre Pompidou, Paris ; Constrasto, Rome ; Lunwerg, Madrid, 2005
- Clichy sans Clichés, Delpire éditeur, Paris, 2006
- Contacts, Constrasto, Rome, Delpire éditeur, Paris, 2008
- William Klein, collection Photo Poche, Actes Sud, Paris, 2008
- Roma + Klein, éd. du Chêne, Paris, 200
- William Klein : ABC, Tate Publishing Ltd, Londres, 2012
- William Klein, Paintings, etc., Contrasto, Rome, 2013
- Tokyo 1961,  Akio Nagasawa Publishing, Tokyo, 2014
- Brooklyn + Klein, Contrasto, Rome, 2014
- Imprint, Black and Light, Early Abstract 1952, Hackelbury Fine Art Ltd, 2015
- William Klein. Il Mondo a modo suo, Contrasto, Rome, 2016
- Photographisme. Klein, Ifert, Zamecznik, Xavier Barral, Paris, 2017
- William + Klein, textuel, Paris, 2018
- William Klein, Celebration, La Fábrica, Madrid, 2019
- William Klein, Qui êtes-vous Polly Maggoo ?, delpire & co, 2022